# Montepio da Família Militar
Montepio da Família Militar, o MFM, foi um sistema de previdência privada brasileiro que foi à falência na década de 1980.
Fundado em 29 de outubro de 1963 por um grupo de oficiais do Exército Brasileiro, três anos depois já contava com 130 mil associados. Com tamanho número de associados o Montepio tratou de ampliar seu leque de investimentos e no final de 1966 já controlava um banco, uma financeira, uma companhia imobiliária e uma de seguros. Em 1967 passou a controlar o Banco Nacional do Comércio.
Em 1971 tinha 14 subsidiárias nos ramos bancários, mercado de capitais, imobiliário, seguros e comunicação; constituiu o Banco de Investimento Nacional do Comércio, junto com o grupo Maisonnave e o Banco de Investimento MFM, depois vendido ao Grupo Empresarial Lume, com o nome de Financilar.
No ano seguinte foi responsável pela ação que fundiu três tradicionais bancos do Rio Grande do Sul:Banco Nacional do Comércio, Banco da Província e  Banco Industrial e Comercial do Sul, dando origem ao Banco Sulbrasileiro, um dos dez maiores estabelecimentos privados do Brasil na época.
Em 1986 entrou liquidação extrajudicial, gerando perdas para seus associados, num total de 70 mil credores.
Mais recentemente os associados foram vítimas de golpe no qual, em troca de 10 a 15% do crédito, era prometido recuperar entre 25 e 50 mil reais.